# Breuville
Breuville é uma comuna francesa na região administrativa da Normandia, no departamento Mancha. Estende-se por uma área de 8,4 km². Em 2010 a comuna tinha 424 habitantes (densidade: 50,5 hab./km²).